# Outlaw country

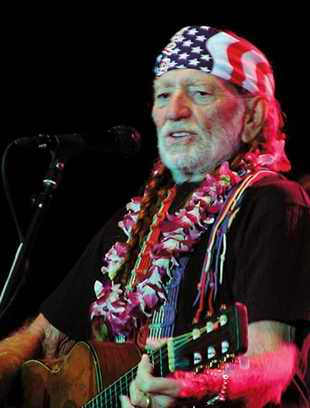
Willie Nelson.

Outlaw country fue una tendencia fuerte en la música country desde finales de los años 1960, 1970 e incluso principios de los 1980.
Normalmente se le hace referencia como Movimiento Outlaw (The Outlaw Movement) y Outlaw music ya que los mismos componentes se consideran fuera de la ley, como Johnny Cash, Willie Nelson, Waylon Jennings, Johnny Paycheck, David Allan Coe y su Eli Radish Band, Kris Kristofferson, Hank Williams Jr. o Billy Joe Shaver.
La razón de ser de este movimiento ha sido atribuida a la reacción contra el de moda sonido Nashville desarrollado por productores como Chet Atkins y que era un estilo de música country tranquilizadora, suave y muy cercana al pop y que había suavizado y hecho casi desaparecer al rudo estilo honky tonk que influenciaba la música de Jimmie Rodgers, Hank Williams, George Jones o Lefty Frizzell.

## Mujeres outlaw
Aunque la mayor parte del Outlaw country estaba hecho por hombres, hubo grandes mujeres que se consideraban Outlaw, principalmente Jessi Colter y Sammi Smith.

## Texas Country
Nuevos artistas como Robert Earl Keen Jr., Hank Williams III, Cory Morrow, Roger Creager, Kevin Fowler, Shooter Jennings, Wade Bowen, Jimmy Aldridge y grupos como Randy Rogers Band, Cross Canadian Ragweed, Jason Boland & the Stragglers y Eli Young Band, que crecieron durante el movimiento outlaw original han reenergizado el estilo manteniendo el espíritu outlaw.
También, artistas de más edad como Ray Wylie Hubbard, Billy Joe Shaver y David Allan Coe también han contribuido al resurgimiento del outlaw sound. Puesto que muchos de ellos se sienten o son nativos de Texas, se conoce en muchos casos como Texas Country al Outlaw Country contemporáneo. 
Además, Robert Earl Keen, Pat Green y Cory Morrow, son artistas acreditados que sacaron el Texas country de los honky tonks para insertarlo en los institutos y campus. 
Otros artistas con base en Texas, como Eleven Hundred Springs, Wayne Hancock|Wayne "The Train" Hancock, Dale Watson, Stoney LaRue y Hayes Carll continúan la tradición outlaw tanto en este estado como ayudando su extensión a lo largo y ancho de los Estados Unidos.